# Dörfl (Gemeinde Kirchberg)
Dörfl (früher auch Dörfel) ist eine ehemalige Gemeinde und nunmehr Ortschaft und Katastralgemeinde der Marktgemeinde Kirchberg am Wagram im Bezirk Tulln in Niederösterreich. Die Ortschaft hat 231 Einwohner (Stand 1. Jänner 2024). Bis Ende 1967 war Dörfl eine eigenständige Gemeinde.

## Geographie
Der kleine Ort liegt südwestlich von Kirchberg in der fruchtbaren Ebene des Tullnerfelds und ist über die Landesstraße L2014 erreichbar.

## Geschichte
Dörfl wurde urkundlich erstmals um 1302/1322 als Dorfflein erwähnt.
Das ursprünglich zur Herrschaft Göttweig gehörende Dorf wurde 1848 als eigene Gemeinde selbständig.
Laut Adressbuch von Österreich waren im Jahr 1938 in der Ortsgemeinde Dörf(e)l ein Gemischtwarenhändler, ein Schuster und einige Landwirte mit Direktverkauf ansässig.
Mit 1. Jänner 1968 wurden im Zuge der Niederösterreichischen Kommunalstrukturverbesserung die bis dahin selbständigen Gemeinden Dörfl, Engelmannsbrunn, Kollersdorf, Mallon, Mitterstockstall, Neustift im Felde, Oberstockstall, Unterstockstall und Winkl nach Kirchberg am Wagram eingemeindet.